# Sami Whitcomb
Pour les articles homonymes, voir Whitcomb.
Sami Whitcomb, née le 20 juillet 1988 à Ventura (Californie, États-Unis) est une joueuse américaine de basket-ball, naturalisée australienne, championne WNBA en 2018.

## Biographie
Elle joue en National Collegiate Athletic Association avec les Huskies de Washington. Après deux saisons professionnelles dans le modeste championnat allemand et une pige en Slovaquie, elle arrive en 2013 dans la ligue semi-professionnelle australienne WSBL avec les Rockingham Flames. De 2015 à 2018, elle joue en Women's National Basketball League (WNBL) avec Perth. Avant de commencer la saison WNBA 2018, elle joue quelques rencontres WSBL avec les Willetton Tigers. Elle s'engage avec Montpellier pour la saison 2018-2019. Pour la saison 2020-2021, elle effectue son retour en Australie à Perth.
Non draftée, elle effectue en 2010 que la pré-saison avec le Sky de Chicago mais n'effectue ses débuts en WNBA, sept ans plus tard. En février 2017, elle signe avec la franchise du Storm de Seattle. Lors de sa troisième rencontre, elle doit suppléer Jewell Loyd et Kaleena Mosqueda-Lewis blessées et entre en jeu alors que le Storm compte 10 points de retard sur le Liberty de New York. Elle réussit six paniers à trois points dans les douze dernières minutes, égalant le record de la ligue pour le nombre de paniers primés réussis en une mi-temps et inscrit les cinq derniers points du match pour assurer une victoire 87 à 81, notamment grâce à ses 22 points. Avec le Storm, elle remporte les championnats WNBA 2018 et 2020.
Le 10 février 2021, elle est transférée au Liberty de New York contre les droits de Stephanie Talbot.

## Équipe nationale
En mai 2017, jouant en Australie depuis plusieurs saisons, elle demande à obtenir la nationalité australienne. En décembre 2017, elle s'entraîne avec les Opals en vue des Jeux du Commonwealth de 2018. Elle est naturalisée le 1er février 2018. En septembre 2018, toute récente championne WNBA, elle rejoint les Opals pour la Coupe du monde afin de suppléer la meneuse titulaire Leilani Mitchell blessée et aide l'Australie à gagner la médaille d'argent.

## Statistiques
| Saison | Équipe   | Matchs | Titul. | Min./m | % Tir | % 3pts | % LF  | Rbds/m. | Pass/m. | Int/m. | Ctr/m. | Pts/m. |
| ------ | -------- | ------ | ------ | ------ | ----- | ------ | ----- | ------- | ------- | ------ | ------ | ------ |
| 2017   | Seattle  | 33     | 0,0    | 12,2   | 36,1  | 33,3   | 81,0  | 1,7     | 1,0     | 0,7    | 0,0    | 4,5    |
| 2018   | Seattle  | 31     | 0,0    | 8,5    | 34,9  | 36,2   | 100,0 | 0,9     | 0,5     | 0,5    | 0,1    | 2,9    |
| 2019   | Seattle  | 33     | 13     | 20,4   | 36,6  | 34,2   | 100,0 | 1,7     | 2,4     | 1,1    | 0,1    | 7,2    |
| 2020   | Seattle  | 31     | 22     | 16,5   | 44,3  | 38,1   | 100,0 | 2,3     | 2,0     | 0,7    | 0,1    | 8,1    |
| 2021   | New York | 30     | 28     | 28,1   | 47,3  | 42,5   | 81,8  | 5,0     | 2,7     | 1,0    | 0,3    | 11,7   |
| 2022   | New York | 35     | 6.0    | 21,3   | 36,6  | 35,1   | 87,0  | 2,4     | 2,3     | 0,7    | 0,1    | 6,5    |
| Total  | Total    | 184    | 47     | 17,9   | 40,1  | 36,8   | 88,8  | 2,3     | 1,8     | 0,8    | 0,1    | 6,7    |

## Palmarès

### En club
- Championne WSBL (2014, 2015)
- Championne WNBA 2018[6] et 2020[10]

### En équipe nationale
- Médaille d'argent à la Coupe du monde 2018 en Espagne[9]
- Médaille de bronze aux Jeux olympiques de 2024 à Paris[11]

## Distinctions personnelles
- Meilleur cinq de la Pac-10 (2010)
- Meilleure joueuse et meilleure marqueuse de la WSBL (2013-2015)
- Meilleure joueuse des finales de la WSBL (2014-2015)
- Meilleur cinq de la WNBL (2016-2018)